# مارتي ماكمانوس
مارتي ماكمانوس (بالإنجليزية: Marty McManus) هو لاعب كرة قاعدة أمريكي، ولد في 14 مارس 1900 في شيكاغو في الولايات المتحدة، وتوفي في 18 فبراير 1966 في سانت لويس في الولايات المتحدة.

## وصلات خارجية
- مارتي ماكمانوس على موقعبيزبول رفرنس.كوم (الدوري الرئيسي) (الإنجليزية)
- مارتي ماكمانوس على موقعبيزبول رفرنس.كوم (الدوري الثانوي) (الإنجليزية)